# Drôme (Aure)
Die Drôme ist ein Fluss in Frankreich, der überwiegend im Département Calvados in der Region Normandie verläuft. Sie entspringt im Gemeindegebiet von Saint-Martin-des-Besaces, entwässert generell in nördlicher Richtung und mündet nach rund 58 Kilometern unterhalb von Maisons als linker Nebenfluss in die Aure. Ein Altarm der Drôme mündet ein paar hundert Meter weiter flussaufwärts in die Aure.
Auf ihrem Weg berührt die Drôme als Grenzfluss auch das benachbarte Département Manche.

## Orte am Fluss
- Saint-Ouen-des-Besaces
- La Lande-sur-Drôme
- Cormolain
- Balleroy
- Subles
- Bayeux
- Maisons